# Tantilla impensa
Tantilla impensa är en ormart som beskrevs av Campbell 1998. Tantilla impensa ingår i släktet Tantilla och familjen snokar. Inga underarter finns listade i Catalogue of Life.
Denna orm förekommer i Guatemala och i angränsande områden av södra Mexiko och Honduras. Arten lever i kulliga områden och i bergstrakter mellan 300 och 1600 meter över havet. Den vistas i fuktiga skogar och i återskapade skogar. Tantilla impensa besöker ibland angränsande kardemummaodlingar. Den gräver i lövskiktet och i det översta jordlagret. Honor lägger ägg.
Beståndet hotas av skogens omvandling till jordbruks- och betesmarker. Hela populationen är fortfarande stor. IUCN kategoriserar arten globalt som livskraftig.